# Ambassade d'Algérie en république démocratique du Congo
L'ambassade d'Algérie en république démocratique du Congo est la représentation diplomatique de l'Algérie en république démocratique du Congo, qui se trouve à Kinshasa, la capitale du pays.

## Ambassadeurs d'Algérie en république démocratique du Congo
- Mahieddine Djeffal
- Mohamed Yazid Bouzid